# タワーバラエティ
『タワーバラエティ』は、1961年1月9日から1971年3月までフジテレビで放送されていたバラエティ番組である。その後も1971年4月から1972年3月31日まで『スーパーバラエティ』と題して放送されていた。

## 概要
当時放送を休止していた14時台に放送を開始。5つの番組を日替わりで放送、もしくは1つの帯番組を1週間続けて放送していた。後に長寿番組となる『キンカン素人民謡名人戦』も、元は本番組火曜の番組であった。当時東京タワーに併設されていたサテライトスタジオからの放送を行っていた。
番組は1972年春の改編で終了し、11年2か月にわたる放送に幕を下ろした。なお、放送番組の中で唯一残った『素人民謡名人戦』は、放送時間の変更を繰り返しながらも1993年5月まで続いた。

## 放送時間
いずれも日本標準時。
- 月曜 - 金曜 14:00 - 14:40 （1961年1月9日 - 1967年9月）
- 月曜 - 金曜 14:00 - 14:30 （1967年10月 - 1970年3月）
- 月曜 - 金曜 14:00 - 14:25 （1970年4月 - 1972年3月31日）

## 放送番組一覧

### 日替わり番組
殆どの期間においては以下の日替わり番組を放送していた。
| 月曜                                      | 月曜                   | 月曜                                                                  |
| タイトル                                  | 放送期間               | 司会                                                                  |
| ----------------------------------------- | ---------------------- | --------------------------------------------------------------------- |
| タワー・プレゼント                        | 1961年1月 - 1966年12月 | コロムビア・トップ・ライト、林家三平、豊原ミツ子（1963年4月から出演） |
| 勝抜きお買物合戦                          | 1967年1月 - 1969年3月  | 林家三平、豊原ミツ子                                                  |
| 勝抜きお買物ゲーム                        | 1970年9月 - 1971年3月  | 林家三平、豊原ミツ子                                                  |
| スーパーバラエティ 勝抜きお買物ゲーム     | 1971年10月 - 1972年3月 | 小野ヤスシ、豊原ミツ子                                                |
| 火曜                                      |                        |                                                                       |
| タイトル                                  | 放送期間               | 司会                                                                  |
| わたしの自慢                              | 1961年1月 - 1961年2月  | 青空千夜・一夜                                                        |
| キンカン素人民謡名人戦                    | 1961年2月 - 1969年3月  | 青空千夜・一夜、三和完児（1961年5月から出演）                         |
| ジャンケン大作戦                          | 1970年9月 - 1971年3月  | 林家三平、豊原ミツ子                                                  |
| スーパーバラエティ 歌の二人三脚           | 1971年10月 - 1972年3月 | 小野ヤスシ、豊原ミツ子                                                |
| 水曜                                      |                        |                                                                       |
| タイトル                                  | 放送期間               | 司会                                                                  |
| タワー・プレゼント                        | 1961年1月 - 1965年3月  | コロムビア・トップ・ライト、青空千夜・一夜（1964年4月から出演）       |
| トップライトの新聞クイズ                  | 1965年4月 - 1966年6月  | コロムビア・トップ・ライト                                            |
| トップライトのリンナイワンセットクイズ    | 1966年6月 - 1968年3月  | コロムビア・トップ・ライト                                            |
| 大当たりめくりゲーム                      | 1968年4月 - 1968年9月  | コロムビア・トップ・ライト                                            |
| 勝抜きアベッククイズ                      | 1968年10月 - 1969年3月 | コロムビア・トップ・ライト                                            |
| 100万ドルオークション                     | 1970年9月 - 1971年3月  | 林家三平、豊原ミツ子                                                  |
| スーパーバラエティ ジェスチャーでお買物   | 1971年10月 - 1972年3月 | 小野ヤスシ、豊原ミツ子                                                |
| 木曜                                      |                        |                                                                       |
| タイトル                                  | 放送期間               | 司会                                                                  |
| ダイヤルクイズ                            | 1961年1月 - 1961年5月  | 青空千夜・一夜                                                        |
| お好み二人三脚                            | 1961年5月 - 1961年8月  | ロイ・ジェームス、青木美奈子                                          |
| 歌謡ゲーム四つの壷                        | 1961年9月 - 1962年3月  | ロイ・ジェームス、青木美奈子                                          |
| のど自慢二刀流                            | 1962年4月 - 1965年12月 | 人見明                                                                |
| トップライトの旅行クイズ                  | 1966年1月 - 1966年12月 | コロムビア・トップ・ライト                                            |
| 勝抜きドレミファクイズ                    | 1967年1月 - 1967年9月  | Wけんじ                                                               |
| Wけんじのダブルゲーム                     | 1967年10月 - 1968年9月 | Wけんじ                                                               |
| 勝抜きアベッククイズ                      | 1968年10月 - 1969年3月 | Wけんじ                                                               |
| 欲張りジェスチャー                        | 1970年9月 - 1971年3月  | 林家三平、豊原ミツ子                                                  |
| スーバーバラエティ ミニミニワンマンショー | 1971年10月 - 1972年3月 | 小野ヤスシ、豊原ミツ子                                                |
| 金曜                                      |                        |                                                                       |
| タイトル                                  | 放送期間               | 司会                                                                  |
| タワー・プレゼント                        | 1961年1月 - 1966年12月 | コロムビア・トップ・ライト、世志凡太、島田多恵子（1963年4月から出演） |
| チャンスクイズ                            | 1967年1月 - 1967年9月  | 世志凡太、島田多恵子                                                  |
| お笑いペアクイズ                          | 1967年10月 - 1968年9月 | トリオ・スカイライン                                                  |
| 勝抜きアベッククイズ                      | 1968年10月 - 1969年3月 | トリオ・スカイライン                                                  |
| 目かくし買物ゲーム                        | 1970年9月 - 1971年3月  | 林家三平、豊原ミツ子                                                  |
| スーパーバラエティ クイズ専科             | 1971年10月 - 1972年3月 | 小野ヤスシ、豊原ミツ子                                                |

### 帯番組
1969年4月から1970年8月、および1971年4月から同年9月までは以下の帯番組を放送していた。
| タイトル                              | 放送期間              | 司会 |
| ------------------------------------- | --------------------- | --- |
| 勝抜きスピードクイズ                  | 1969年4月 - 1970年3月 | 月曜：林家三平、豊原ミツ子 火曜：コント0番地 水曜：コロムビア・トップ・ライト 木曜：Wけんじ 金曜：トリオ・スカイライン               |
| タワー奥さま寄席                      | 1970年4月 - 1970年8月 | 月曜：トリオ・スカイライン 火曜：林家三平、豊原ミツ子 水曜：林家三平、豊原ミツ子 木曜：青空はるお・あきお 金曜：トリオ・スカイライン |
| スーパーバラエティ ショッピング大作戦 | 1971年4月 - 1971年9月 | 全日：小野ヤスシ、豊原ミツ子 |

## 放送局
- フジテレビ（制作局）
- 青森放送：金曜版を放送。[1]
- 仙台放送：月曜版を放送。[2]
- 福島テレビ：火曜版は1964年11月3日から、木曜版は1965年5月6日から、金曜版は1965年10月1日から、月曜版は1965年10月4日から、水曜版は1966年2月9日からそれぞれ放送開始され、1968年9月まで放送された[3]。
  - 福島中央テレビ：1970年2月のサービス放送時から1971年9月まで放送。[4]
- 新潟放送：火曜版、木曜版、金曜版（1966年時点）を放送。[5]
- 北日本放送：火曜版と水曜版（1965年6月2日以降）を放送。[6]
  - 富山テレビ（サービス放送時から放送）[7]
- 北陸放送：1965年時点で火曜版と水曜版を放送[6]、後に火曜 - 金曜版を放送[8]。
  - 石川テレビ（サービス放送時から放送）[7]
- 福井放送：火曜版、金曜版を放送（金曜版は1965年時点では放送なし）[9][8]。
- 長野放送（1969年4月開局時から放送）[10]
- 関西テレビ[11][12]
- 山陽放送（現・RSK山陽放送）：月曜版と火曜版を放送。[11][13]
  - テレビ岡山（サービス放送時から放送）[12]
- 中国放送：月曜版と火曜版を放送。[14][13]
  - 広島テレビ：月曜版を放送。[15]
- 四国放送：月曜版を放送。[11]
- 南海放送：火曜版を放送。[13]
  - テレビ愛媛（サービス放送時から放送）[16]
- テレビ西日本[14][17]
- サガテレビ（サービス放送時から放送）[17]
- テレビ熊本（サービス放送時から放送）[17]